# Mount (Unix)
mount是一个UNIX系统上的命令。使用者在UNIX操作系统的機器上開啟一個檔案以前，包含該檔案的檔案系統必須先進行掛載的動作，此時使用者要對該檔案系統下mount的指令以進行掛載。通常是使用在USB或其他可移除儲存裝置上，而根目錄則保持掛載的狀態。但Unix檔案系統可以對應一個檔案而不一定要是硬體裝置。
Unix命令列的mount指令是告訴作業系統，對應的檔案系統已經準備好，可以使用了，而該檔案系統會對應到一個特定的點（稱為掛載點）。掛載好的檔案、目錄、裝置以及特殊檔案即可提供使用者使用。除了作業系統呼叫的mount指令外，mount_root()會優先掛載（或稱根目錄） 。在這個情況下，作業系統會在呼叫setup前，先呼叫mount。
它的對應指令，umount，則是告訴作業系統，斷開與該檔案系統的連接，使其脫離掛載點。
mount與umount指令必須以超級使用者的權限執行。檔案系統也可在/etc/fstab檔案中指定特定使用者才能掛載。這同樣也只能由超級使用者進行修改。
每個在指定機器上被掛載的檔案系統都會在super_blocks[]表格中以super_block的形式表現出來（最大數量由NR_SUPER決定）。而在虛擬檔案系統中，superblock是由read_super( )進行初始化的動作。

## 使用方式
掛載硬碟的第二個分割區的指令為：
```
$
 
mount
 
/dev/hda2
 
/new/subdir

```

卸載同一個分割區的指令為：
```
$
 
umount
 
/dev/hda2

```

或
```
$
 
umount
 
/new/subdir

```

列出所有已掛載的檔案系統的指令為：
```
$
 
mount

```

以特定選項重新掛載分割區：
```
$
 
mount
 
-o
 
remount,rw
 
/dev/hda2

```

## 衍生指令及軟體
pmount是從標準的mount指令延伸出來的版本，其可以使普通的使用者掛載可移除裝置而忽略/etc/fstab中的設置。
這個軟體包也包含了另一個衍生軟體pmount-hal，其可從HAL (軟體)讀取裝置資訊以及使用pmount掛載。
gnome-mount軟體包包含了掛載、卸載以及退出儲存裝置的程式。其目標是代替原本的mount指令供其他的GNOME程式使用。GNOME曾使用過pmount。需要注意的一點是，gnome-mount並不會直接讓使用者執行。
所有的gnome-mount程式都使用了HAL的模式運行，所以不需要提高權限即可使用。gnome-mount可放置於GConf，以方便集中管理。

## 外部連結
- mount – 参考，单一UNIX®规范第7期，由國際開放標準組織发布
- pmount – 参考，单一UNIX®规范第7期，由國際開放標準組織发布
- gnome-mount – 参考，单一UNIX®规范第7期，由國際開放標準組織发布